# Anthriboclerus scotti
Anthriboclerus scotti là một loài bọ cánh cứng trong họ Cleridae. Loài này được ghi nhận đầu tiên năm 1922 bởi Schenkling.